# Affilié réseau
Dans l'industrie de la télédiffusion et de la radiodiffusion (en particulier en Amérique du Nord), un affilié réseau (ou station affiliée) est un diffuseur local qui diffuse en partie ou en totalité la programmation télévisée ou radiodiffusée d'un réseau de télévision ou de radiodiffusion, mais est exploité par une compagnie autre que le propriétaire du réseau. C'est ce qui distingue une telle station de télévision ou de radio d'une station owned-and-operated (O&O), qui est détenue par son réseau parent.